# 1990 en Lorraine
Chronologie de la Lorraine
- 1986
- 1987
- 1988
- 1989
- 1990
- 1991
- 1992
- 1993
- 1994

Cette page est une liste d'événements qui se sont produits durant l'année 1990 en Lorraine.

## Éléments contextuels
- Entre 1962 et 1990, la Lorraine perd 160 000 emplois industriels[1].

## Événements

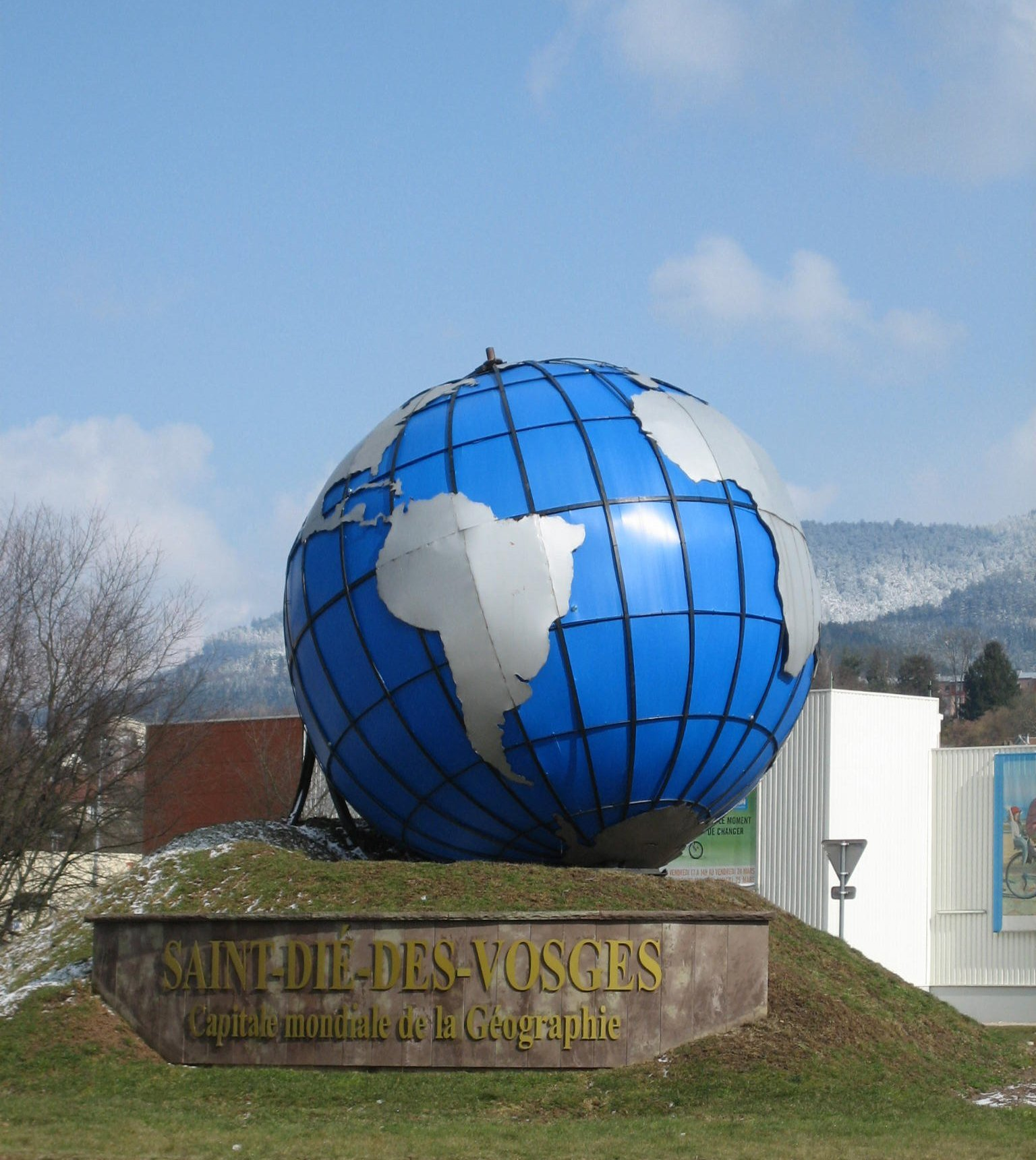
Saint-Dié-des-Vosges se proclame capitale mondiale de la géographie.

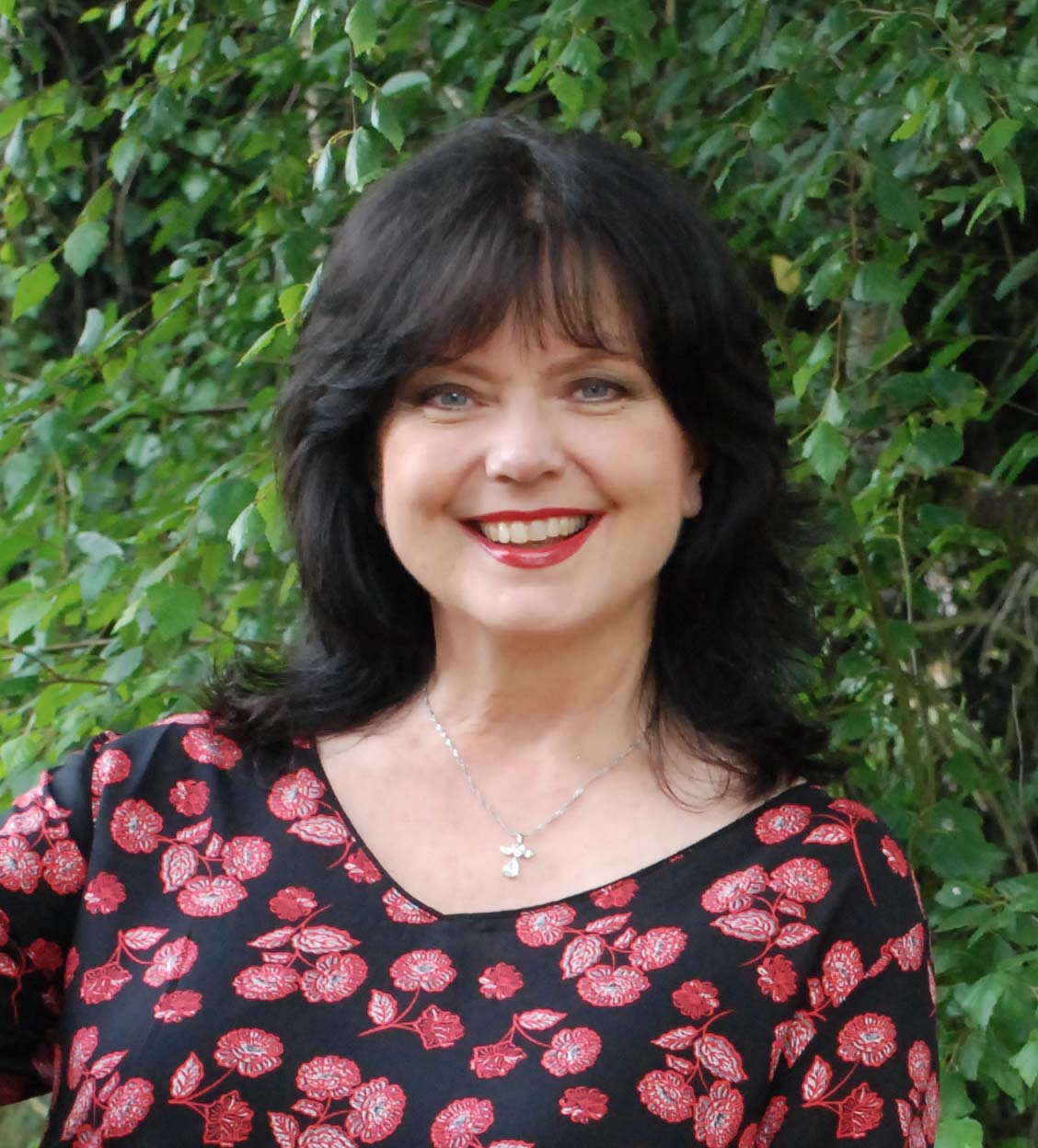
Marylene Bergmann

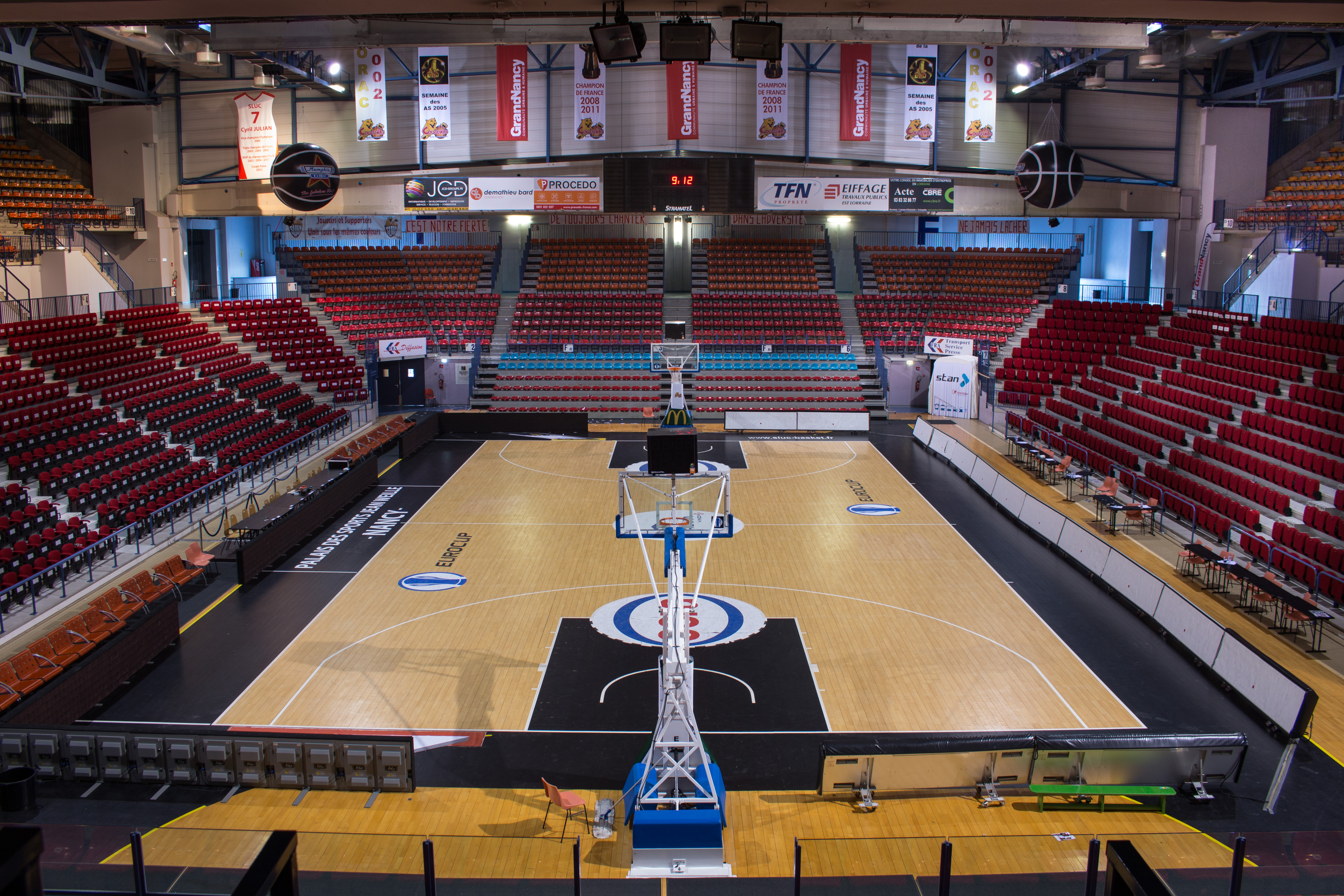
Palais des Sports Jean Weille

- L'ASNL est champion de France de seconde division de football.
- L'ASPTT Metz remporte le titre national de handball féminin ainsi que la Coupe de France de Handball Féminin[2].
- Jean Hugues Hazard et Gérard Caizergues remportent le rallye de Lorraine sur une BMW M3[3].
- Création de la "Gazette lorraine"[4].
- Après quelques années d'oublis, le Théâtre Universitaire de Nancy reprend ses activités sous la direction artistique de Denis Milos.
- Le groupe L'Oréal, par l'intermédiaire de sa filiale LaSCAD, signe un accord de licence pour des produits cosmétiques qu'il commercialise en grande distribution[5].
- Robin des Bois, prince des voleurs (Robin Hood: Prince of Thieves), film américain de Kevin Reynolds sorti en 1991 et inspiré de la légende du célèbre héros anglais, est partiellement tourné à Metz.
- Ouverture de l'usine France cérame au Technopole de Forbach[6].

- 1 juin en sport : le All-Star Game LNB 1990 est la 4e édition du All-Star Game LNB. Il s’est déroulé le 1er juin 1990 au palais des sports Jean-Weille de Nancy[7]. La sélection Est a battu la sélection Ouest (170-146). Robert Smith a été élu MVP du match.
- 8, 9 et 10 juin : première édition du Festival international de géographie, abrégé en FIG, à Saint-Dié-des-Vosges[8]. Le thème : Les découpages du monde.
- Août 1990 : Angèle Mollicone est élue reine de la mirabelle[9].
- 3 septembre : première édition du 40 minutes, devenu le 40 minutes en Lorraine en 1995, est le journal télévisé lorrain présenté tous les soirs à 19h pendant 40 minutes par Marylène Bergmann.
- Octobre  : création du festival du film arabe de Fameck ou Cinémarabe qui se veut une vitrine de la culture arabe au cœur du bassin sidérurgique lorrain. L'idée de ce festival est née au sein de la Cité Sociale de Fameck, vaste centre socio-culturel [8].
- 22 novembre : le bassin houiller est bloqué par 1200 mineurs qui arrêtent les trains et coupent les routes [8].
- 7 décembre : Forbach est le théâtre d'affrontements entre des mineurs en colère et les forces de l'ordre [8].
- 14 décembre : début de l' Affaire Rodica Negroiu.

## Inscriptions ou classements aux titre des monuments historiques

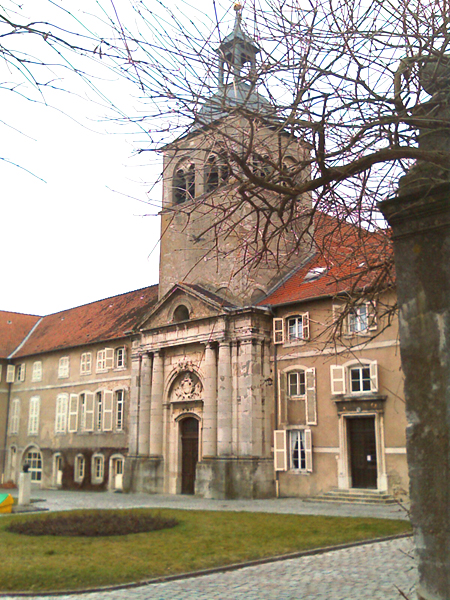
Prieuré de Flavigny-sur-Moselle

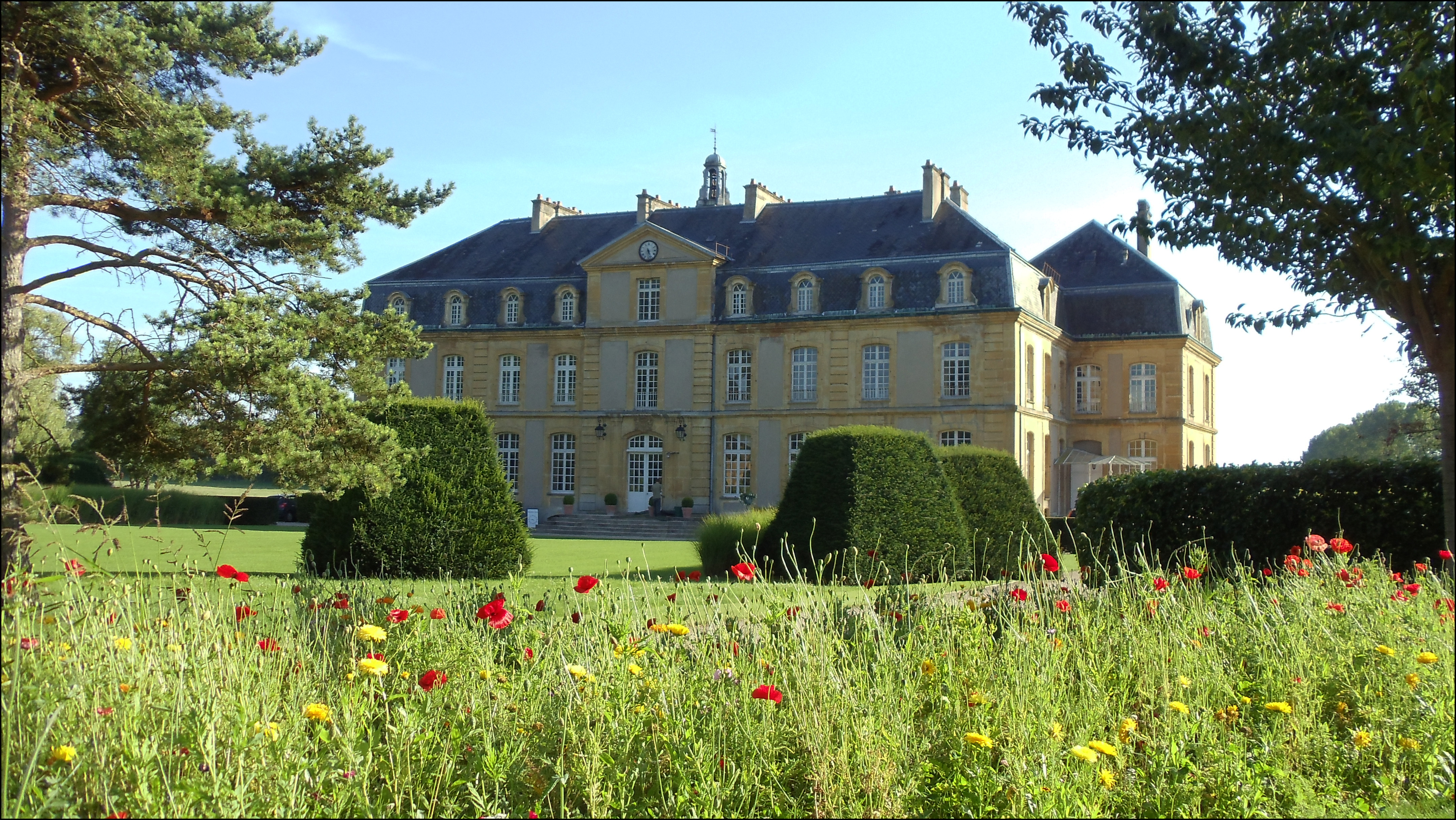
Chateau de Pange.

- En Meurthe et Moselle : Château Colin de Belleau[10], Église Sainte-Barbe de Crusnes[11], Église Saint-Georges d'Essey-lès-Nancy[12], Prieuré de Flavigny-sur-Moselle[13],Église Saint-Martin-de-Mairy de Mairy-Mainville[14], Hôtel des Loups[15]

- En Meuse : Église Saint-Martin d'Ancerville[16], Motte castrale de Chaillon[17], Église Saint-Hilaire de Longeville-en-Barrois[18], Église Saint-Rémi de Resson[19], Église Saint-Pierre de Vassincourt[20], Église Saint-Laurent de Vaucouleurs[21]

- En Moselle : Aqueduc de Gorze à Metz[22], Château de Bidestroff[23], Château Fabert[24], Château de Pange[25]

- Dans les Vosges : Chapelle Sainte-Anne de Martimpré[26], Église Saint-Paul de Gorhey[27], Église Saint-Rémi de Remoncourt[28], Château Maugiron[29], Gare de Vittel[30]

## Naissances
- 4 janvier : Benjamin Pêtre, joueur de rugby à XV français qui évolue au poste de centre ou d'ailier (1,86 m - 106 kg).
- 5 janvier à Metz : Thibaut Bourgeois, footballeur français, évoluant au poste d'attaquant à l'UN Käerjéng 97.
- 16 janvier à Épinal : Thomas Guené, acteur, metteur en scène et musicien français formé à l'École nationale supérieure des arts et techniques du théâtre.
- 21 janvier à Nancy : Maxime Chanot, footballeur international luxembourgeois d'origine française.
- 27 janvier à Nancy : Souf, de son vrai nom Soufiene Nouhi,  chanteur, auteur et compositeur français. Il a été découvert sur Internet en 2012.
- 18 mars à Nancy : Inès Rau (parfois écrit Ines Rau ou Ines-Loan Rau), mannequin et actrice française d'origine algérienne née le 18 mars 1990 à Nancy.
- 28 mars à Metz : Romain Métanire, footballeur international malgache qui joue au poste de défenseur au RFC Seraing.
- 29 mars à Briey : Joris Delle, footballeur français évoluant au poste de gardien de but.
- 23 avril à Saint-Dié-des-Vosges : Rémi Thirion, coureur cycliste français spécialiste de VTT de descente.
- 27 mai à Nancy : Mathieu Koss, né Mathieu Bordaraud, DJ, compositeur et producteur français de musique pop, dance, EDM et house music [31],[32].
- 7 juin à Sarreguemines : Aurélie Muller, nageuse française spécialiste des épreuves de nage en eau libre. Après s'être distinguée dans les championnats internationaux juniors en bassin, elle s'oriente vers l'eau libre. Elle éclate au plus haut niveau lors de la saison 2010, où elle obtient plusieurs places d'honneur aux niveaux continental et planétaire. Elle est deux fois championne du monde du dix kilomètres en eau libre, en 2015 et 2017, remportant un troisième titre mondial avec le relais lors de cette dernière édition.
- 25 juillet à Épinal : Nacer Bouhanni, coureur cycliste français, professionnel de 2011 à 2023.
- 18 octobre à Sarreguemines : Nicolas Peifer, joueur professionnel de tennis en fauteuil.
- 19 octobre à Nancy : Laura Cahen est une auteure-compositrice-interprète française[33].
- 29 novembre à Bitche : David Oberhauser, footballeur français évoluant au poste de gardien de but à l'US Boulogne.

## Décès
- 1er janvier à Nancy : Raymond Petit, né le 18 janvier 1910 à Remiremont ; athlète français.
- 2 janvier à Nancy : Jean-Claude Demonté, homme politique français, né le 24 avril 1937 à Nancy, en Meurthe-et-Moselle. Il est député de Meurthe-et-Moselle de 1977 à 1978.